# Donnelay
Donnelay (Duits: Dunningen in Lothringen ) is een gemeente in het Franse departement Moselle (regio Grand Est) en telt 218 inwoners (1999).
De gemeente maakt deel uit van het arrondissement Château-Salins en sinds 22 maart 2015 van het kanton Le Saulnois, toen het kanton Vic-sur-Seille, waar de gemeenten daarvoor onder viel, erin opging.

## Geografie
De oppervlakte van Donnelay bedraagt 12,7 km², de bevolkingsdichtheid is 17,2 inwoners per km².
De onderstaande kaart toont de ligging van Donnelay met de belangrijkste infrastructuur en aangrenzende gemeenten.

## Demografie
Onderstaande figuur toont het verloop van het inwonertal (bron: INSEE-tellingen).